# Aristolochia manchuriensis
Aristolochia manchuriensis även koreansk pipranka är en piprankeväxtart som beskrevs av Vladimir Leontjevitj Komarov. Aristolochia manchuriensis ingår i släktet piprankor, och familjen piprankeväxter. Inga underarter finns listade i Catalogue of Life.